# Rapatea xiphoides
Rapatea xiphoides är en gräsväxtart som beskrevs av Noel Yvri Sandwith. Rapatea xiphoides ingår i släktet Rapatea och familjen Rapateaceae.
Artens utbredningsområde är Guyana. Inga underarter finns listade i Catalogue of Life.